# Xixuthrus costatus
Xixuthrus costatus es una especie de escarabajo longicornio del género Xixuthrus, categorizada en la tribu Macrotomini, de la subfamilia Prioninae. Fue descrita por Waterhouse en 1885.

## Descripción
Mide 70-100 mm de longitud.

## Distribución
Se distribuye por Islas Salomón y Papúa Nueva Guinea.